# Монети вдавлені

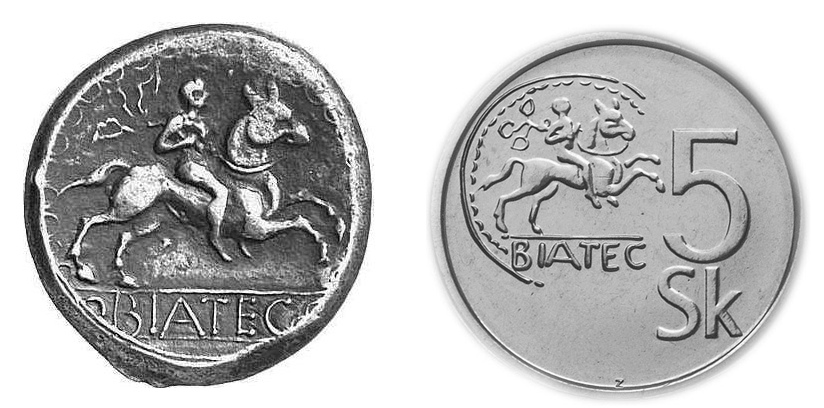

Монети вдавлені (лат. nummi incusi) - назва монет, зображення зворотної сторони (реверсу) котрих в точності повторює зображення лицьової сторони (аверсу), але представляє його негатив, будучи не рельєфним, а заглибленим. Такий своєрідний вигляд мали архаїчні південноіталійські монети Кротона, Сібаріса, Мегапонта, Каулонії, Посейдонії і т.д. в VI-V ст. до н.е.